# My Little Pony: Twinkle Wish Adventure
My Little Pony: Twinkle Wish Adventure es una película animada directa a video producida por SD Entertainment y distribuida por Shout! Factory en colaboración con Hasbro. La película se estrenó el 13 de octubre de 2009 para promocionar la línea de juguetes Core 7 y es la última película que fue lanzada durante la Generación 3 de la franquicia My Little Pony antes de que Hasbro pasara a My Little Pony: La magia de la amistad en 2010.
Junto a Crystal Princess: The Runaway Rainbow y The Princess Promenade, la película se estrenó el 8 de agosto de 2014 en Hub Network después de su "My Little Pony Mega Mare-athon".  Según Broadway World, el "Mega Mare-athon" atrajo a 5,4 millones de espectadores y ha obtenido un crecimiento de entrega significativo en todos los grupos demográficos: niños de 2 a 11 años (+134%), niñas de 2 a 11 años (+179%), niños de 6 a 11 años (+169%), niñas de 6 a 11 años (+216%). ), Adultos 18-49 (+111%), Mujeres 18-49 (+146%), Adultos 25-54 (+74%), Mujeres 25-54 (+76%), Personas 2+ (+124%) y Hogares (+98%).

## Resumen de la trama
El Festival de los Deseos de Invierno finalmente se acerca y todos los ponis en Ponyville están emocionados de ver a Twinkle Wish, una estrella de los deseos que concede a cada poni un deseo especial. Sin embargo, después de que Twinkle Wish es secuestrada por un dragón llamado Whimsey Weatherbe, todo el evento enfrenta un gran dilema y depende de Pinkie Pie y sus amigas recuperarla antes de la noche del festival. De lo contrario, no se cumplirán los deseos de todos y el festival se arruinará.
Al final de la película, resulta que Whimsey simplemente quería a Twinkle Wish como compañera para jugar, en lugar de intentar hacerle daño. Después de que Pinkie y sus amigos no logran convencer a Whimsey de que la devuelva, el dragón cambia de opinión y les devuelve Twinkle Wish, justo a tiempo para el festival. Los deseos de todos se cumplen en el proceso y, después de todo, el festival se lleva a cabo para la felicidad de todos.

## Música
- "My Little Pony Theme Song"
- "Somewhere Super New"
- "That's What Makes a Friend"
- "Dreams Do Come True"

## Personajes

### Personajes principales
Pinkie Pie
Interpretada por: Janyse Jaud
Una poni terrestre con un cuerpo de color rosa intenso y una crin y cola de color rosa intenso. Su cutie mark son tres globos (dos azules y uno amarillo). Pinkie Pie es la líder imaginativa, amistosa y amante de la diversión del grupo a la que le encanta planificar grandes fiestas y cualquier cosa rosa.
Rainbow Dash
Interpretada por: Anna Cummer
Una poni terrestre de cuerpo azul cielo y crin y cola multicolor, estilizado con moño. Ella tiene un arcoíris en las nubes como su cutie mark. Ella es la fashionista elegante, moderna y adicta a las compras del grupo que se describe como la que "siempre se viste con estilo". Ella es la mayor del grupo.
Starsong
Interpretada por: Chantal Strand
Una poni pegaso con cuerpo violeta y crin rizada y cola en rosa intenso y rosa intenso claro. Su cutie mark es una estrella rosa y blanca. Es una experta intérprete, cantante y bailarina que a veces es un poco tímida, pero florece en el escenario. La única pegaso en Ponyville. Es la tercera más joven del grupo.
Sweetie Belle
Interpretada por: Andrea Libman
Una poni unicornio de cuerpo blanco cuyo crin y cola son de color rosa brillante, violeta y malva. Su cutie mark es un corazón rosa brillante. Ella es la miembro más joven, pero dulce y amable del grupo a la que le encanta hornear dulces y golosinas. Ella es la mejor amiga de Scootaloo. Es la única unicornio en Ponyville.
Scootaloo
Interpretada por: Tabitha St. Germain
Una pony terrestre con cuerpo color mandarina y crin y cola violeta y rosa brillante, también lleva cola de caballo. Su cutie mark es una mariposa con dos pequeñas flores amarillas. La segunda más joven del grupo, Scootaloo es la hermana menor de Cheerilee a quien le encantan los juegos y los deportes. Puede ser un poco terca y, a veces, discute con Cheerilee en algunos puntos. Es la mejor amiga de Sweetie Belle.
Cheerilee
Interpretada por: Kelly Sheridan
Una poni terrestre con un cuerpo de color rojo violeta y crin y cola en rosa claro, rosa intenso y violeta, estilizado en coletas. Su cutie mark es un lirio rosa claro. Le encantan las flores y contar historias increíbles. También es la hermana mayor de Scootaloo que actúa con madurez y sabe lo que es mejor para ella, pero a veces discute con ella en algunos puntos. También es la tercera mayor del grupo.
Toola-Roola
Interpretada por: Erin Mathews
Una poni terrestre con un cuerpo de color rosa intenso claro y una crin corta, recta, de color rosa intenso, mandarina y amarillo sol con un peinado tipo bob y una cola azul cielo, índigo y violeta. Su cutie mark es un pincel y líneas rizadas. Toola-Roola, la segunda mayor del grupo, es una artista talentosa que disfruta pintando cuadros y haciendo manualidades. También le encanta encontrar inspiración en todas partes, incluso en los lugares inusuales.

### Personajes recurrentes
Flitter Flutter
Interpretada por: Tracey Moore
Una poni terrestre con un cuerpo amarillo brillante y una crin y cola violeta y rosa fuerte. Su cutie mark es una llave de corazón con un lazo dentro. Ella es la alcaldesa de Ponyville y también la jueza del concurso de fabricación de adornos para el Festival Winter Wishes. También confió Twinkle Wish a Cheerilee hasta la noche del Festival Winter Wishes.
Twinkle Wish
Interpretada por: Tabitha St. Germain
Twinkle Wish es una estrella de los deseos, descrita en las leyendas del Festival Winter Wishes. Por lo general, duerme dentro de una caja para obtener suficiente energía para el festival y poder cumplir los deseos de todos. Fue "secuestrada" por Whimsey, dejando que los ponis la recuperaran antes de la noche del festival.
Whimsey Weatherbe
Interpretada por: Keegan Connor Tracy
Una dragona con cuerpo color mandarina, escamas amarillas como el sol, cabello bronce, un par de alas malva y con una cinta azul cielo en la cabeza. Vive en Willy Nelly Mountain en las afueras de Ponyville y se muestra que manipula el clima y le gusta tener amigos. Ella "secuestra" a Twinkle Wish, la estrella de los deseos en Ponyville después de que Scootaloo abre accidentalmente su caja, lo que lleva a los ponis a ir a Willy Nelly Mountain para recuperarla. Después de que los ponis no lograron convencerla, decide devolverla con su corazón cambiado en la noche del Festival.

## Waiting for the Winter Wishes Festival
El DVD incluye una breve historia de prólogo titulada Waiting for the Winter Wishes Festival, que se desarrolla antes de la historia oficial. En el prólogo, los ponis describieron lo que les gustaba del Festival Winter Wishes. El DVD también viene con un corto de Elefun and Friends.

## Recepción
El especial recibió críticas mixtas de los críticos, con Internet Movie Database dándole una puntuación de 5/10. Kurt Dahlke de DVDtalk afirma que "si a tu niña en edad preescolar le encantan las cosas de My Little Pony, le encantará este DVD de dibujos animados promedio. La historia es linda, las canciones son lindas y todo es lindo. Muchos extras hacen que el promedio sea ligeramente superior al promedio, y si eres un enfermo como yo, es posible que realmente aprecies todos los colores brillantes. Sabrá lo que le gusta a su hijo, pero en el gran esquema de las cosas, este DVD bastante bueno de un programa regular merece un Rent It." Jennifer Bogart, editor de Blog Critics dijo: "he descubierto que no se puede retroceder en el tiempo; con toda honestidad, la película me pareció un poco tonta; sin embargo, a mis hijos les encanta." y también declaró que "no es del todo atractiva para los adultos (sin importar cuánto amábamos a My Little Pony cuando éramos niños), pero es una película divertida y alegre para los más pequeños".